# 언스플래시
언스플래시(Unsplash)는 자유 저작권 고해상도 사진을 무료로 제공하는 인터넷 사이트이다. 저작권이 자유이기 때문에 유튜버들에게 인기가 많다.
이 웹사이트는 265,000명 이상의 사진가들이 있다. 언스플래시는 포브스, Entrepreneur, CNET, 미디엄, 더 넥스트 웹에 의해 세계에서 주도적인 포토그래피 웹사이트 가운데 하나로 인용되었다.